# تپه داش بلاغ درسی
تپه داش بلاغ درسی مربوط به دوره اشکانیان و سده‌های میانی دوران‌های تاریخی پس از اسلام است و در شهرستان گرمی، بخش مرکزی، دهستان اجارود غربی، روستای دریامان واقع شده و این اثر در تاریخ ۱۲ دی ۱۳۸۶ با شمارهٔ ثبت ۲۰۳۱۰ به‌عنوان یکی از آثار ملی ایران به ثبت رسیده است.